# کیلپوئه
کیلپوئه (به اسپانیایی: Quilpué) یک شهرستان در شیلی است که در مارگا مارگا واقع شده‌است. کیلپوئه ۵۳۶٫۹ کیلومتر مربع مساحت و ۱۴۹٬۵۰۰ نفر جمعیت دارد و ۱۴۱ متر بالاتر از سطح دریا واقع شده‌است.